# Philippe Hayez
Philippe Hayez, né le 3 février 1961, est un haut fonctionnaire et enseignant français, spécialiste du renseignement en France.
Il a été directeur-adjoint de collecte et d'analyse du renseignement de la DGSE de 2000 à 2006. Actuellement, Il est à la fois conseiller magistrat à la Cour des comptes française, et enseignant chargé de cours sur les politiques de renseignement à Sciences Po Paris,. Il y a cofondé le séminaire Métis consacré à la recherche sur les politiques de renseignement.
Il est co-auteur du livre Renseigner les démocraties, renseigner en démocratie avec l'ancien directeur de la DGSE Jean-Claude Cousseran.

## Biographie
Philippe Hayez est né en 1961. Il est passé par Sciences Po Paris et par l'ENA Il a exercé diverses fonctions au sein du Ministère des Armées et du Ministère des Affaires étrangères français jusqu'en 2000,.
Il est directeur adjoint de collecte et analyse à la Direction générale de la Sécurité extérieure de 2000 à 2006,, où il rencontre Jean-Claude Cousseran, qui dirige ce service de 2000 à 2003.
Il commence à enseigner à partir de 2007, en donnant un cours sur les politiques du renseignement dans les démocraties occidentales, à l’École des affaires internationales (PSIA) de Sciences Po Paris. Il y cofonde le séminaire Métis consacré à la recherche sur les politiques de renseignement.
Depuis 2011, Philippe Hayez est responsable avec Jean-Claude Cousseran de la spécialité “renseignement” (intelligence) de PSIA à Sciences Po Paris, en tant que "conseiller scientifique". Il y donne un cours, avec Jean-Claude Cousseran jusqu'en 2016, puis avec le général Olivier Bonnet de Paillerets (officier général commandant de la cyberdéfense à l'état-major des armées françaises) à partir de 2017, intitulé Renseigner les démocraties, renseigner en démocratie. C'est aussi le titre de l'ouvrage que Philippe Hayez co-écrit avec Jean-Claude Cousseran, paru fin mars 2015.
Il est aussi conseiller magistrat à la Cour des comptes française,.
Il donne régulièrement des conférences sur le renseignement et les questions de sécurité en France et dans d'autres pays européens.
Il est conseiller sur les sujets de défense pour Alain Juppé pendant la préparation de la campagne de ce dernier pour la primaire de la droite et du centre de 2016 en vue de l'élection présidentielle de 2017.

## Affaire Dasquié
En décembre 2007, Philippe Hayez est placé en garde à vue et interrogé par les enquêteurs de la DST, qui le soupçonnent d'être la source du journaliste d'investigation Guillaume Dasquié, mis en examen pour « détention et diffusion de documents ayant le caractère d'un secret de la défense nationale ». Selon Le Monde, Philippe Hayez avait lors de sa rencontre avec Guillaume Dasquié dans un café de l'Alma à Paris en mars 2017, « pris soin de ne pas lui dire grand-chose ».
La DST perquisitionne le bureau de Philippe Hayez rue Cambon à la Cour des comptes et découvre des valises de documents classés de la DGSE, sur lesquels il avait eu à travailler et qu'il avait conservés. Mis hors de cause dans l'affaire Dasquié, Philippe Hayez est mis en examen pour détention de documents classifiés. D'après le journaliste Jean-Dominique Merchet qui tenait en 2008 son blog Secret Défense sur le site de Libération, Philippe Hayez est très estimé dans les milieux du renseignement, et est très rapidement mis hors de cause par les enquêteurs ; toujours selon Merchet, la pratique de garder des documents classifiés après avoir fait partie des services de renseignement, bien qu'illégale, est relativement courante.

## Publications
- Jean-Claude Cousseran, Philippe Hayez, Renseigner les démocraties, renseigner en démocratie, Odile Jacob, Paris, 2015, 374 p.
- Jean-Claude Cousseran, Philippe Hayez, Leçons sur le renseignement, Odile Jacob, Paris, septembre 2017, 432 p.
- Jean-Claude Cousseran, Phillipe Hayez, Nouvelles leçons sur le renseignement, Odile Jacob, Paris, 2021, 528 p.